# Ferromodelismo modular

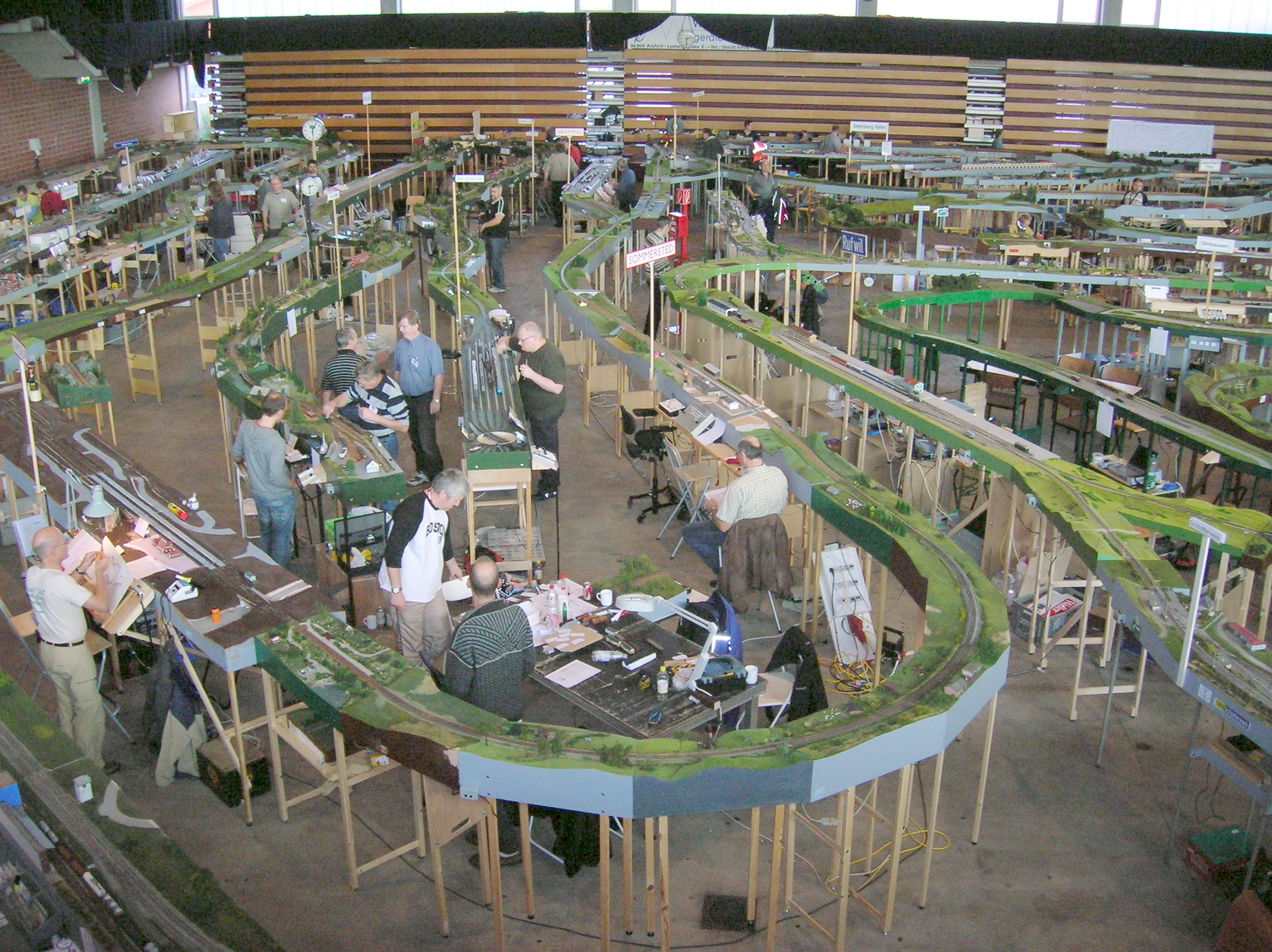
Reunión 25 aniversario: 08-10-2006.

En sus inicios, el ferromodelismo era una actividad recreativa que se desarrollaba exclusivamente en el ámbito hogareño, donde se destinaba un espacio o una habitación completa a la construcción de una maqueta o tendido de tren eléctrico.
En 1974 se presentaron los primeros módulos con una norma NTRAK creada por los promotores de afición escala N para la exposición de NMRA en Estados Unidos. Los promotores crearon la asociación N-TRAK que perdura desde 1973.
A principios de los años 1980, se comenzó a promover la idea del Ferromodelismo Modular, en la que cada ferromodelista construía una o más secciones de una maqueta que se montaba en un lugar y fecha convenido entre todos. Para que todas las secciones (llamadas módulos) fueran compatibles, se redactaron normas que definían las dimensiones, posición de las vías, y características del conexionado eléctrico que cada módulo debía cumplir.
Esta modalidad presenta grandes ventajas para los aficionados que no disponen de suficiente espacio para montar una maqueta o tendido fijo y actualmente es una de las formas de Ferromodelismo más difundidas en todo el mundo.
Organizaciones como FREE-MO, FREMO, NMRA, MOROP o T-TRAK redactan normas de ferromodelismo modular que son adaptadas por los distintos clubes de acuerdo a sus necesidades o a la disponibilidad local de materiales.